# Bouteille
Pour les articles homonymes, voir Bouteille (homonymie).

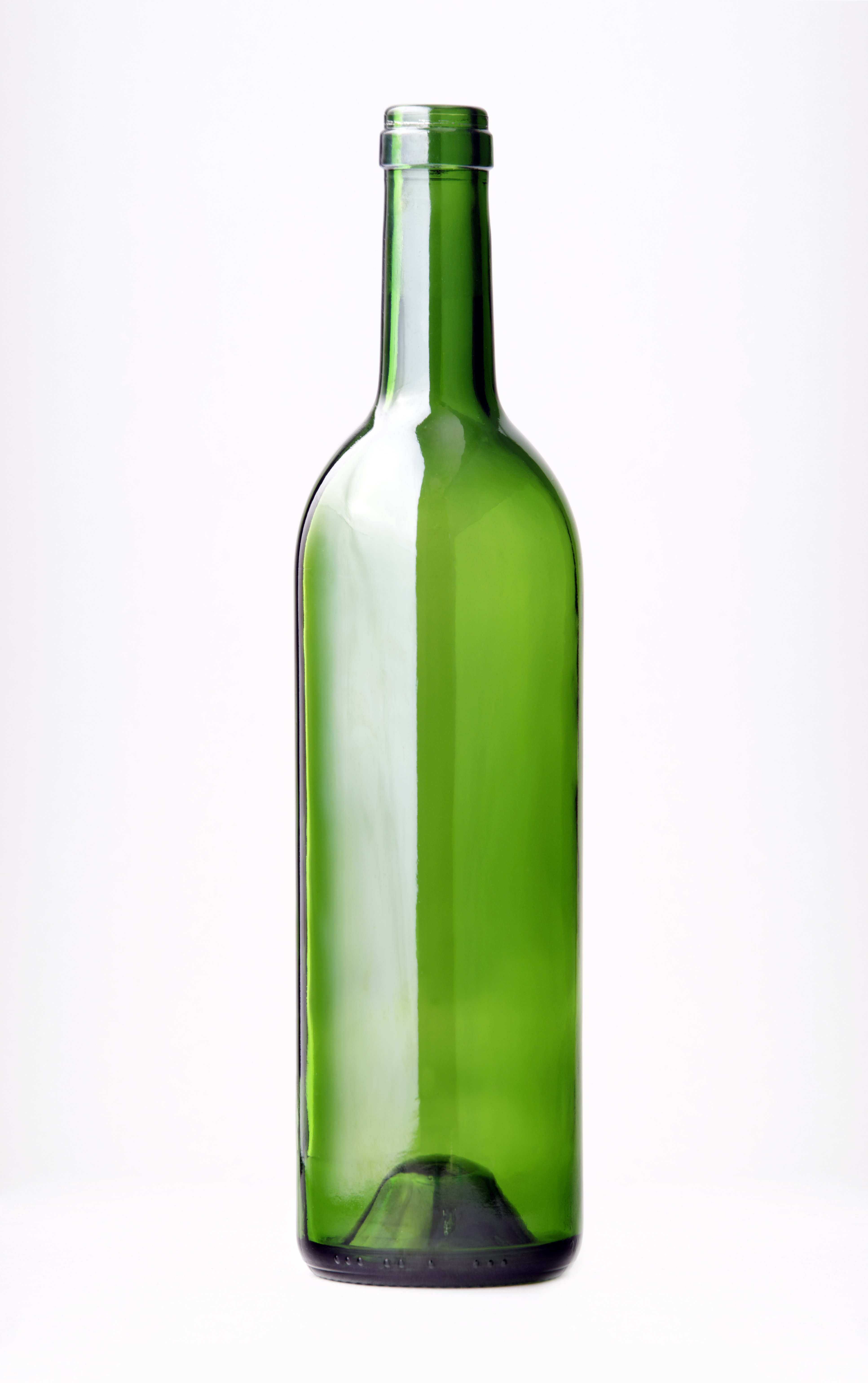
Bouteille pour le vin.

Une bouteille (du bas latin buticula — petite amphore —, diminutif de buttis) est un récipient généralement cylindrique à sa base et qui se resserre à son sommet. Les bouteilles sont le plus souvent en verre ou en plastique, fabriquées par le procédé de moulage par soufflage, parfois en grès, et servent à conserver des liquides alimentaires : eau, lait, vin, bière, huile, etc., ou non alimentaires : produits chimiques, détergents, parfums, etc. Par métonymie, le terme de bouteille désigne aussi son contenu (comme c'est le cas de « verre »). On dit par exemple « boire une bonne bouteille ».
Après plusieurs décennies d'usage dominant, le verre a reculé au profit des plastiques (PVC puis PET principalement). En 2019, les bouteilles utilisées dans le monde sont principalement en PET, presque toutes fabriquées ou utilisées par quatre entreprises internationales pilotes dans le secteur des boissons PepsiCo, Coca-Cola, Nestlé et Danone .

## Histoire

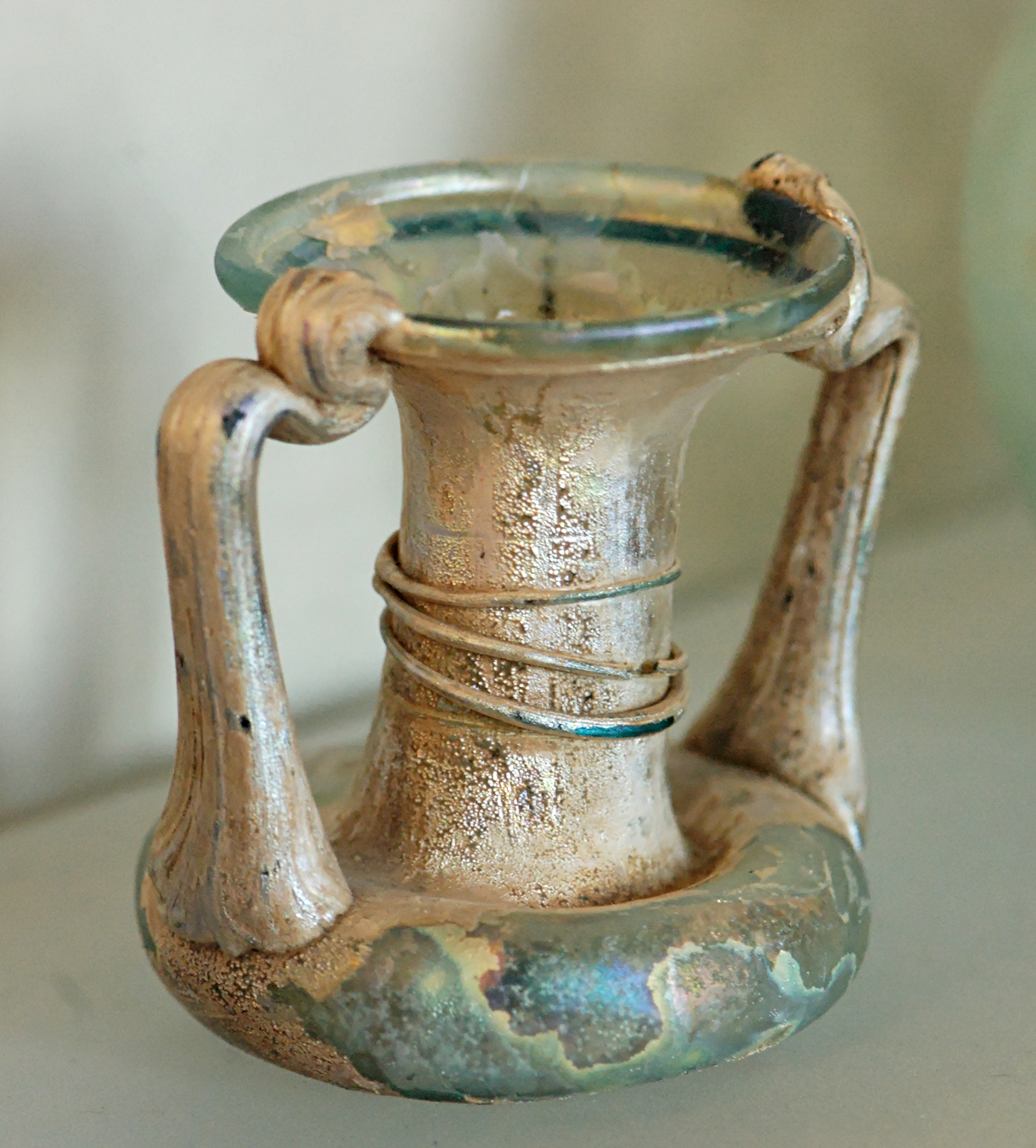
Fiole à deux anses et panse aplatie. Verre verdâtre, IVe siècle apr. J.-C. en Syrie
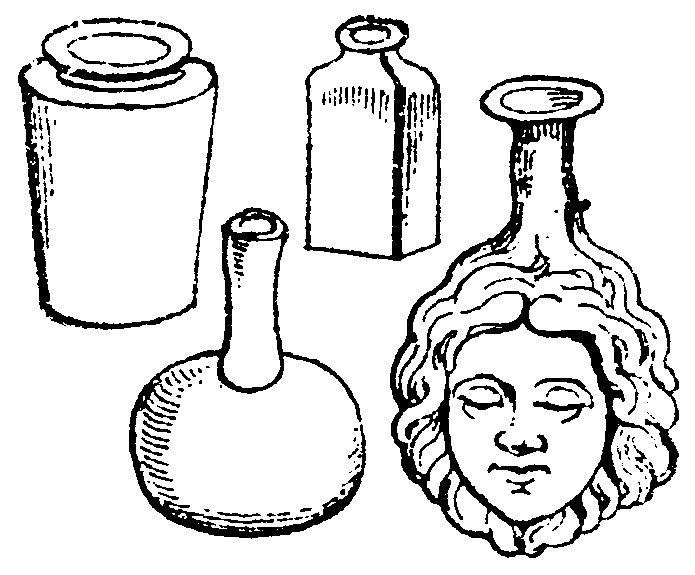
Gravure d’ampullae trouvées lors de fouilles à Rome
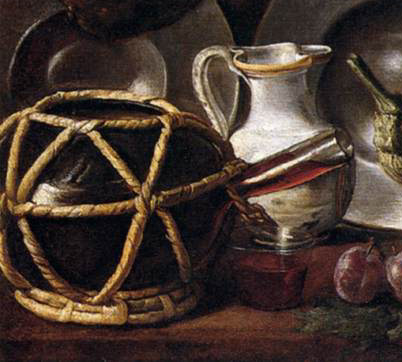
Une fiasque de la seconde moitié du XVIe siècle : détails d'une nature morte de Jacopo Chimenti.
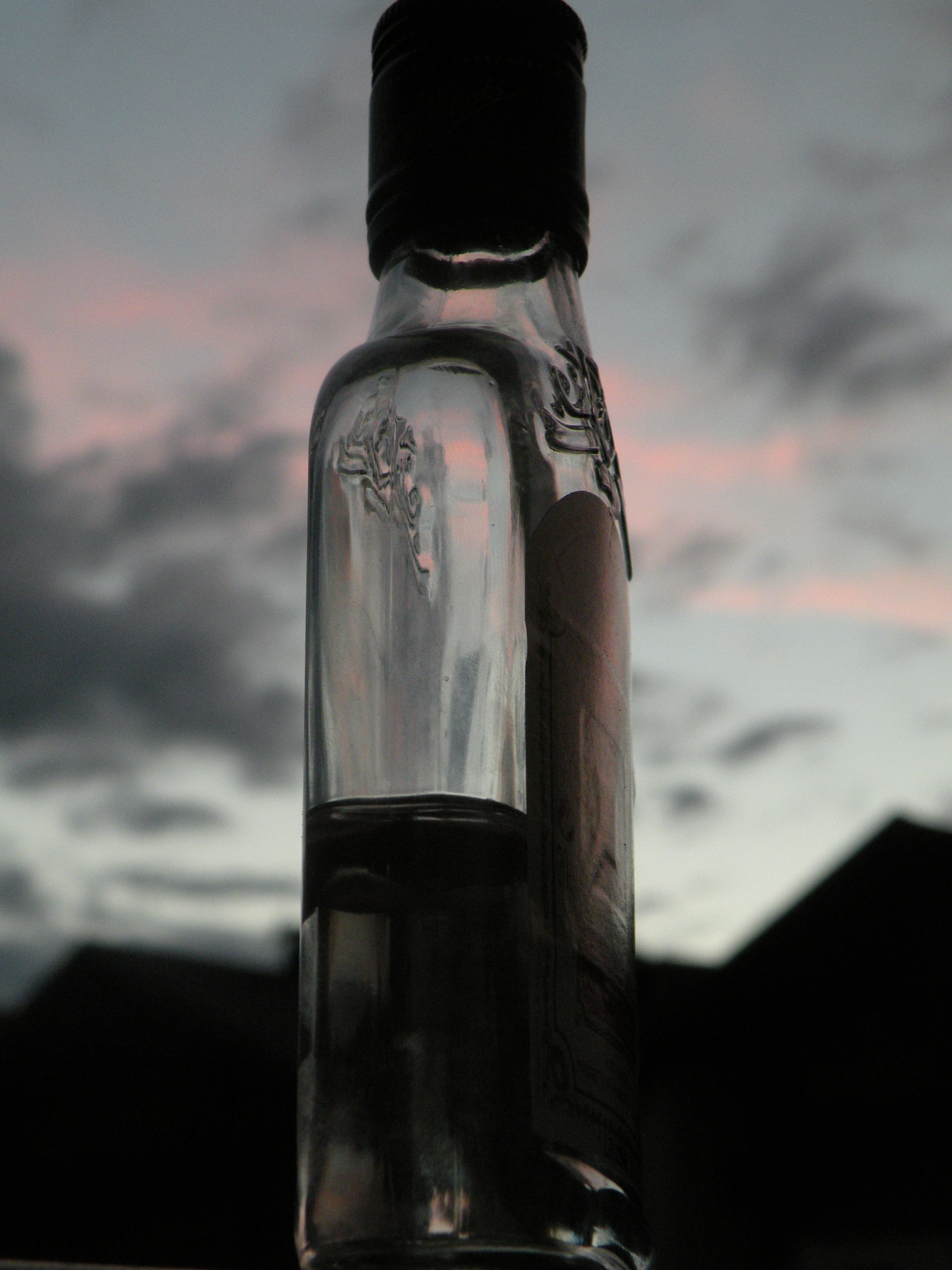
Une flasque, reconnaissable à ses flancs aplatis.
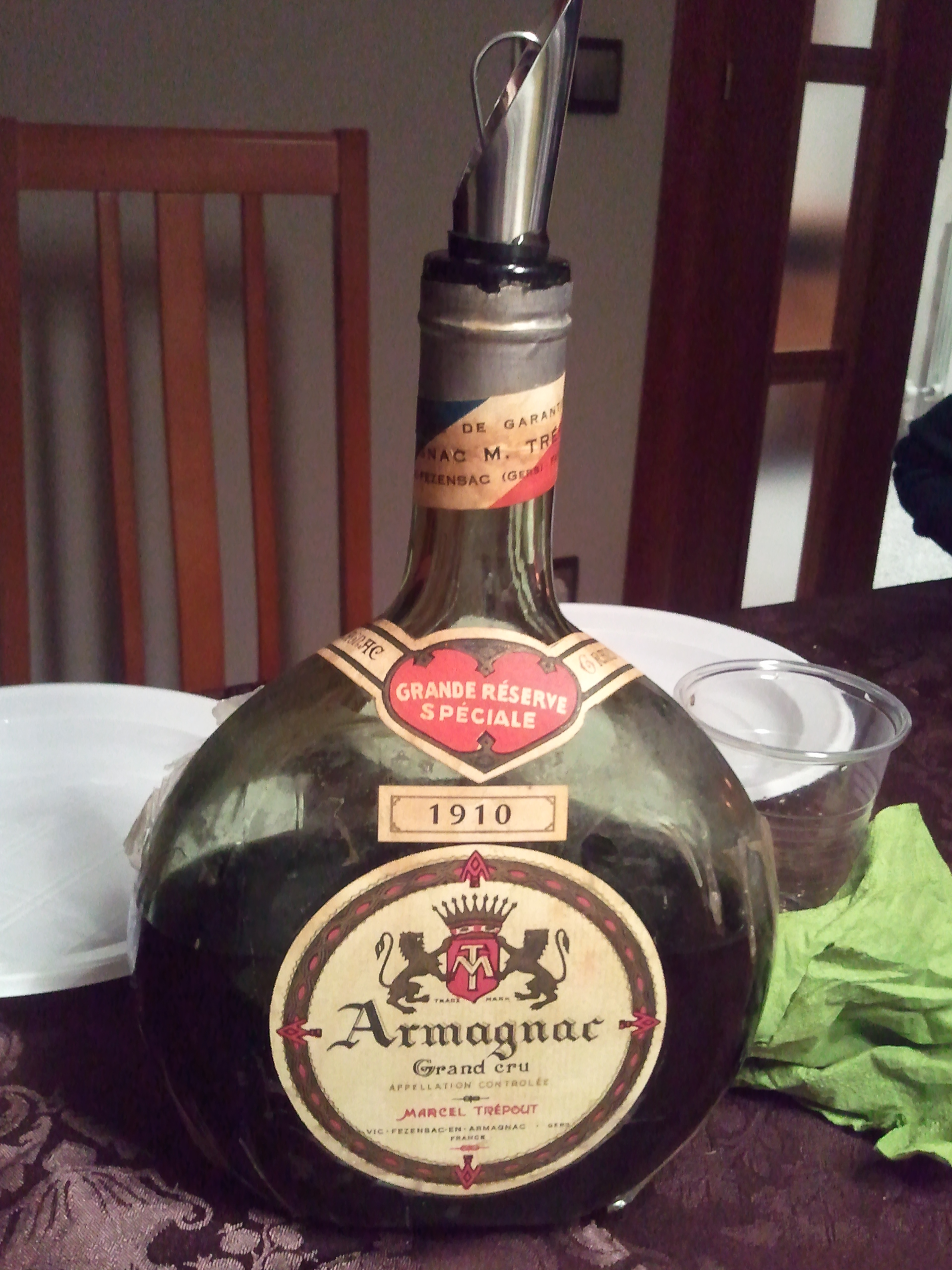
Armagnac en basquaise de 70 cℓ.
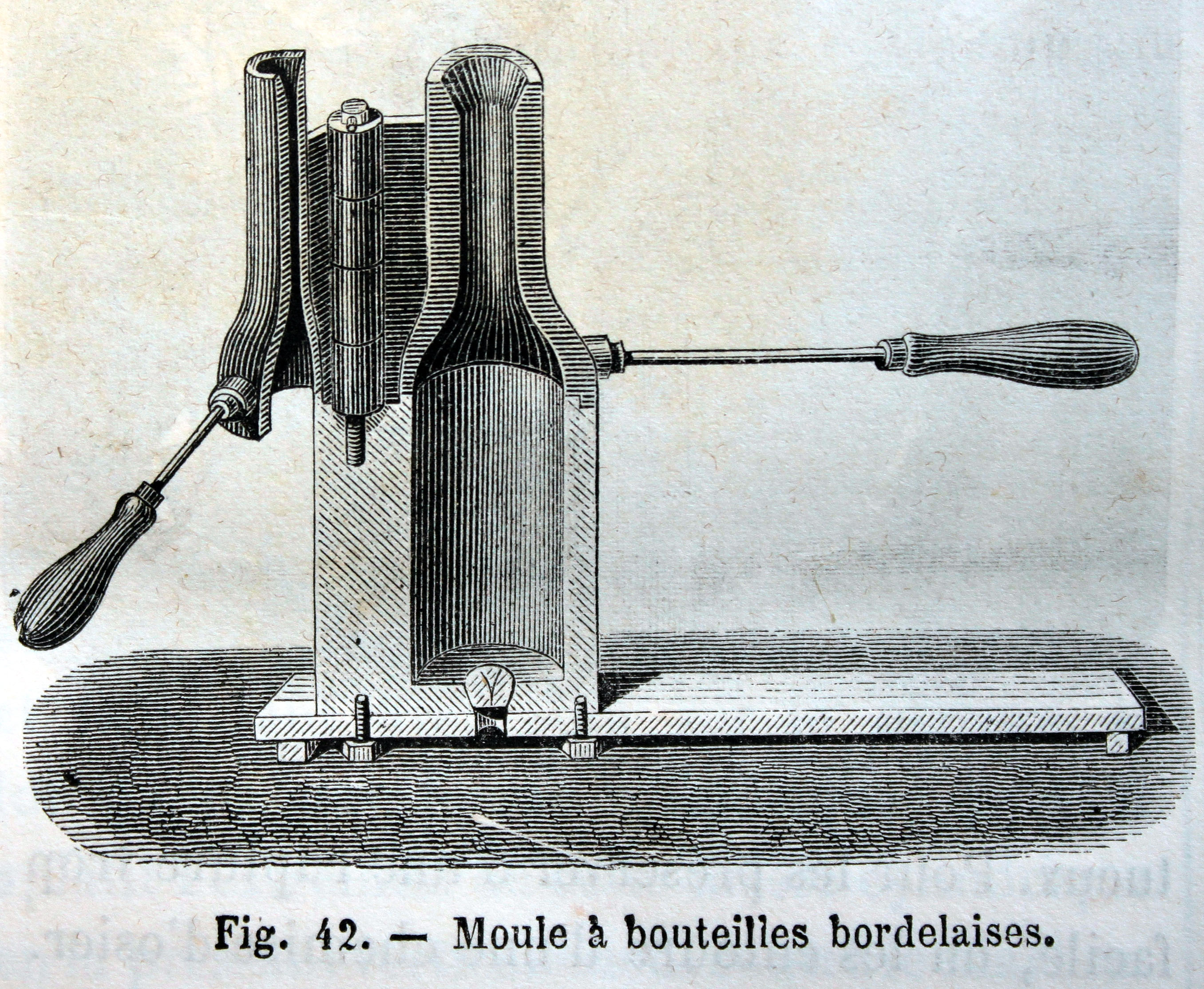
Moule pour production par soufflage de verre XIXe siècle.

Durant l'Antiquité, l'amphore est le récipient le plus utilisé pour le transport de liquides alimentaires, la cruche pour la mise à disposition de ces liquides. Néanmoins au Ier millénaire av. J.-C., des spécimens de petites bouteilles (flacons à application, fioles) en verre translucides (verre creux épais car technique encore rudimentaire du moulage par soufflage par canne de verrier) ont été trouvés à Chypre, à Rhodes ou en Perse, sans que l'usage en tant que transport de liquides alimentaires soit attesté.
Dans la Rome antique la bouteille, appelée ampulla, désigne un vaisseau de toute forme ou de toute matière (dont le verre, matériau hérité des Phéniciens selon Pline), mais le plus souvent un vase au long col étroit (pour une bonne prise), au goulot petit, à l'épaule bien marquée et au corps en forme de sphère assurant une bonne assise. Progressivement, la forme des bouteilles évolue et devient plus cylindrique pour faciliter l'entreposage et le transport.
Au IVe siècle, le fond plat (en fait jamais rigoureusement plat) est progressivement remplacé par un fond piqué qui assure une meilleure stabilité. Appelé par les professionnels piqûre, ce culot concave s’est généralisé, à l’exception de la cuvée Cristal. Les bouteilles gardent des formes diverses (à quatre pans, cylindrique, gourde recouverte d'osier) et sont surtout utilisées dans les auberges, alors que dans les maisons le récipient pour l'eau est plutôt la cruche ou le pichet. Du XIVe siècle au XVIIe siècle, elles portent des noms divers selon leurs formes : bulbe, hampe, globe.
Au Moyen Âge en Europe, le monopole de la production de verre est assuré par la verrerie de Murano où les maîtres verriers atteignent un niveau élevé de manualité dans la transformation du verre à chaud, technique découverte chez les Perses et les Byzantins. Leur maîtrise de la transparence, la coloration et la décoration du verre, leur permet de fabriquer à la Renaissance de nombreuses formes de bouteilles s'inspirant de celles des pièces de vaisselle en métal ou en céramique. 
Jusqu'à la fin du XVIIe siècle, même si les centres de production se développent partout en Europe, la bouteille de verre reste un produit coûteux et donc rare : les liquides alimentaires sont principalement transportés en tonneau et servis dans des cruches, pichets, gourdes en cuir ou en étain. En 1632, le diplomate anglais sir Kenelm Digby invente la bouteille de vin moderne. En France, la première fabrique spécialisée de bouteilles est fondée à Bordeaux dans la verrerie de Pierre Mitchell en 1723. Au milieu du XVIIe siècle, le développement en Angleterre de fours à charbon et la modification de la composition des matières premières (notamment en manganèse, ce qui donne des bouteilles en verre noires) permettent la production en série de bouteilles en verre plus lourdes et résistantes. Toujours à la silhouette difforme, elles prennent progressivement la place des autres récipients à partir du XVIIIe siècle lorsque la technique de fours à charbon se propage. La première bouteille en plastique apparaît dans les années 1960, la première bouteille en aluminium (en) dans les années 2000.

## Les bouteilles sous pression

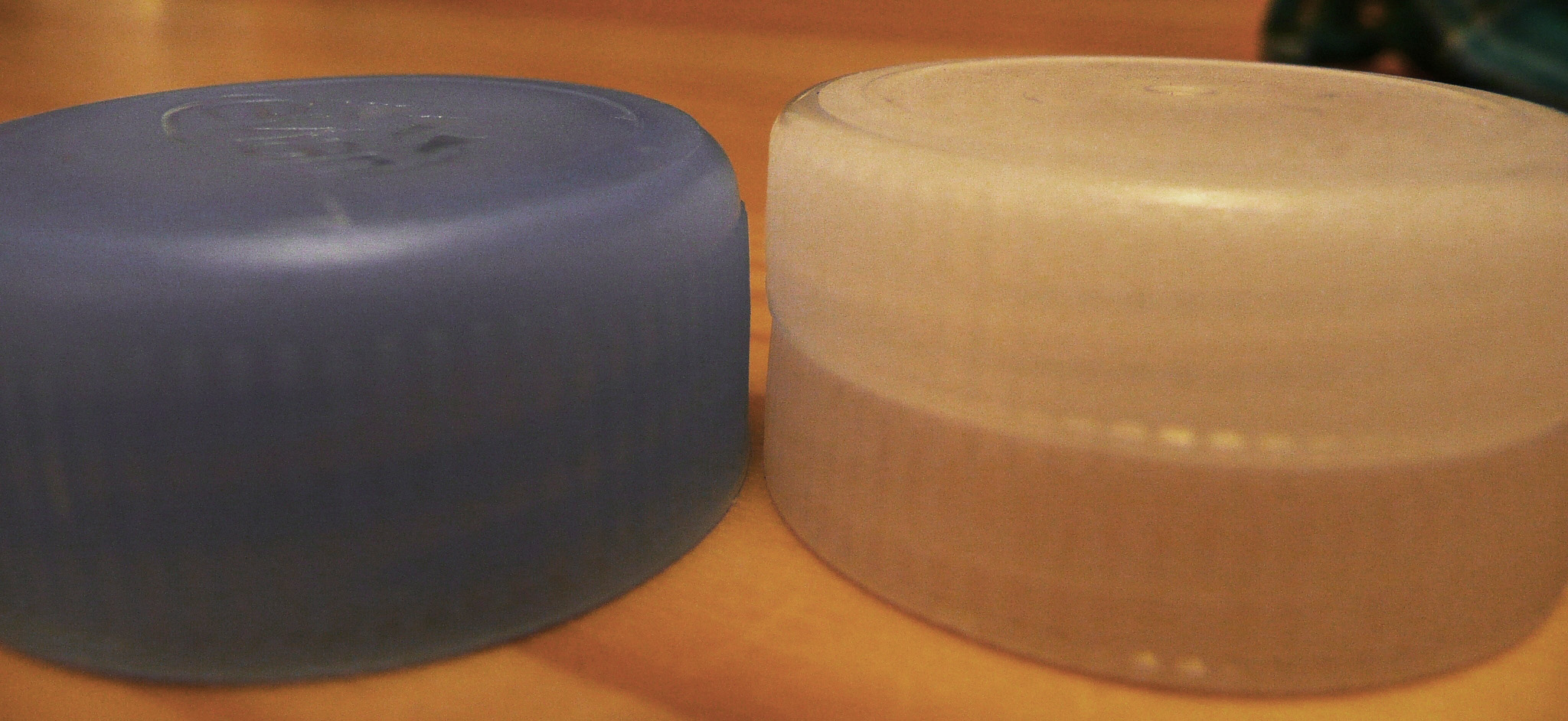
Illustration de la diminution du poids des bouchons de bouteille.

On appelle généralement bouteille de gaz ou bonbonne de gaz ou bouteille sous pression, un récipient ou réservoir sous pression, métallique ou pour l'alléger, en matériau composite, de forme cylindrique, plus ou moins allongé, conçu pour contenir un gaz à une pression nettement différente de la pression ambiante.

## Les bouteilles au sens courant
Une bouteille classique comprend un corps, surmonté du col, plus étroit, lui-même terminé par le goulot (constitué du haut du col et de la bague verrière) qui reçoit le bouchon. Le fond de la bouteille, appelé aussi cul de bouteille ou culot, est généralement plat ou parfois bombé vers l'intérieur (piqûre). Une bouteille brisée forme des tessons, utilisés parfois pour hérisser le haut des murs de clôture.

### Éléments matériels constitutifs d'une bouteille

Termes techniques caractérisant une bouteille

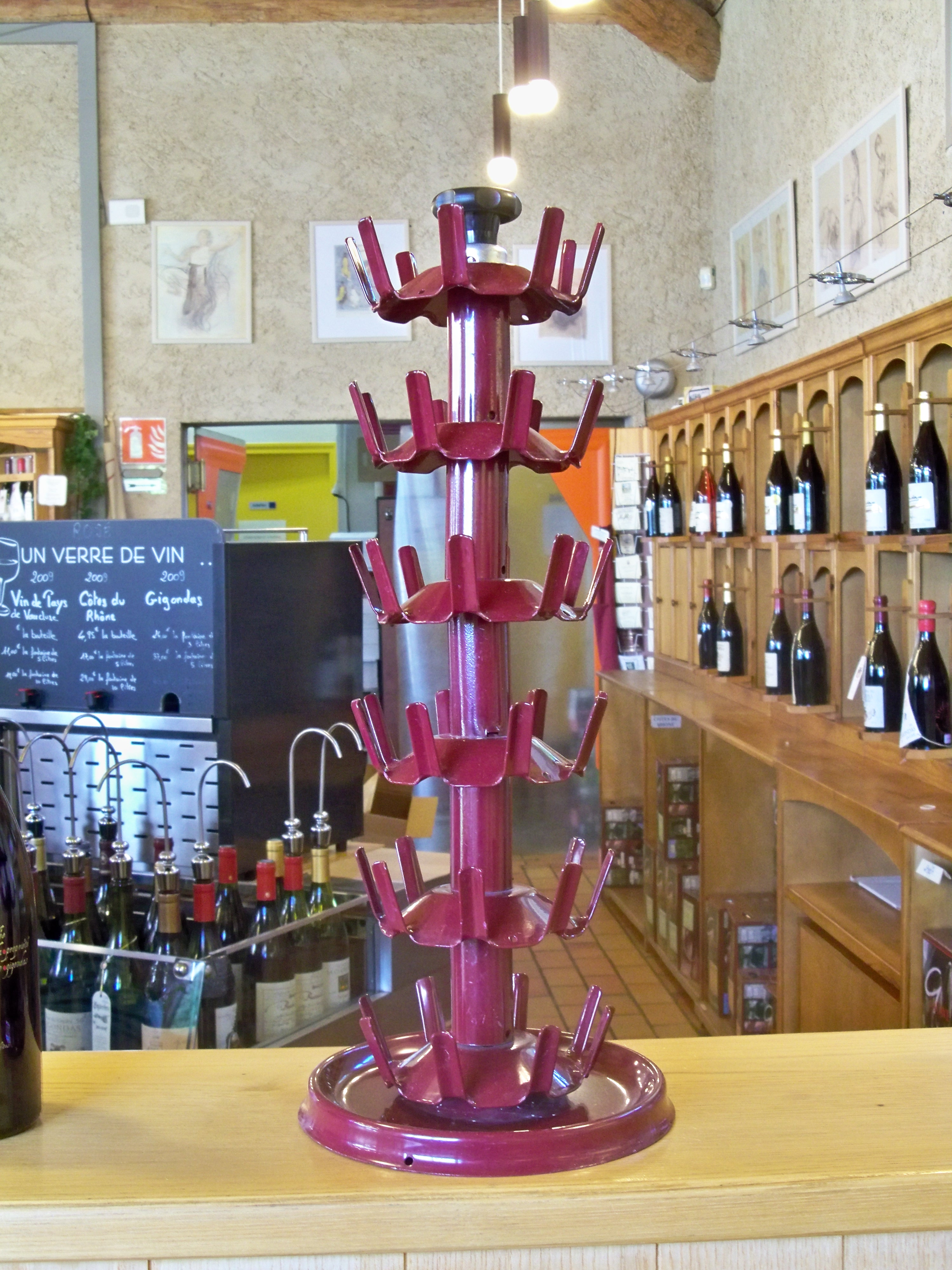
Un égouttoir à bouteilles ou « if »

- Bague en anneau, cordon, pleine, carrée
- Col droit ou enflé
- Épaule tombante, arrondie ou droite
- Corps, appelé aussi fût ou ventre : droit, conique, renflé
- Fond droit ou piqué (piqûre)
- Jable droit ou à talon

Les bouteilles de verre utilisées pour le conditionnement des liquides alimentaires courants (eau, vin, sodas, bière) ont été couramment réutilisées jusqu'au milieu de la seconde moitié du XXe siècle. Elles étaient commercialisées avec une valeur de consigne que les consommateurs récupéraient en rapportant la bouteille vide dans les points de vente. Désormais, en France, la plupart des bouteilles est vendue en verre perdu et récoltée dans des conteneurs de collecte sélective pour en permettre le recyclage.

## Formes particulières

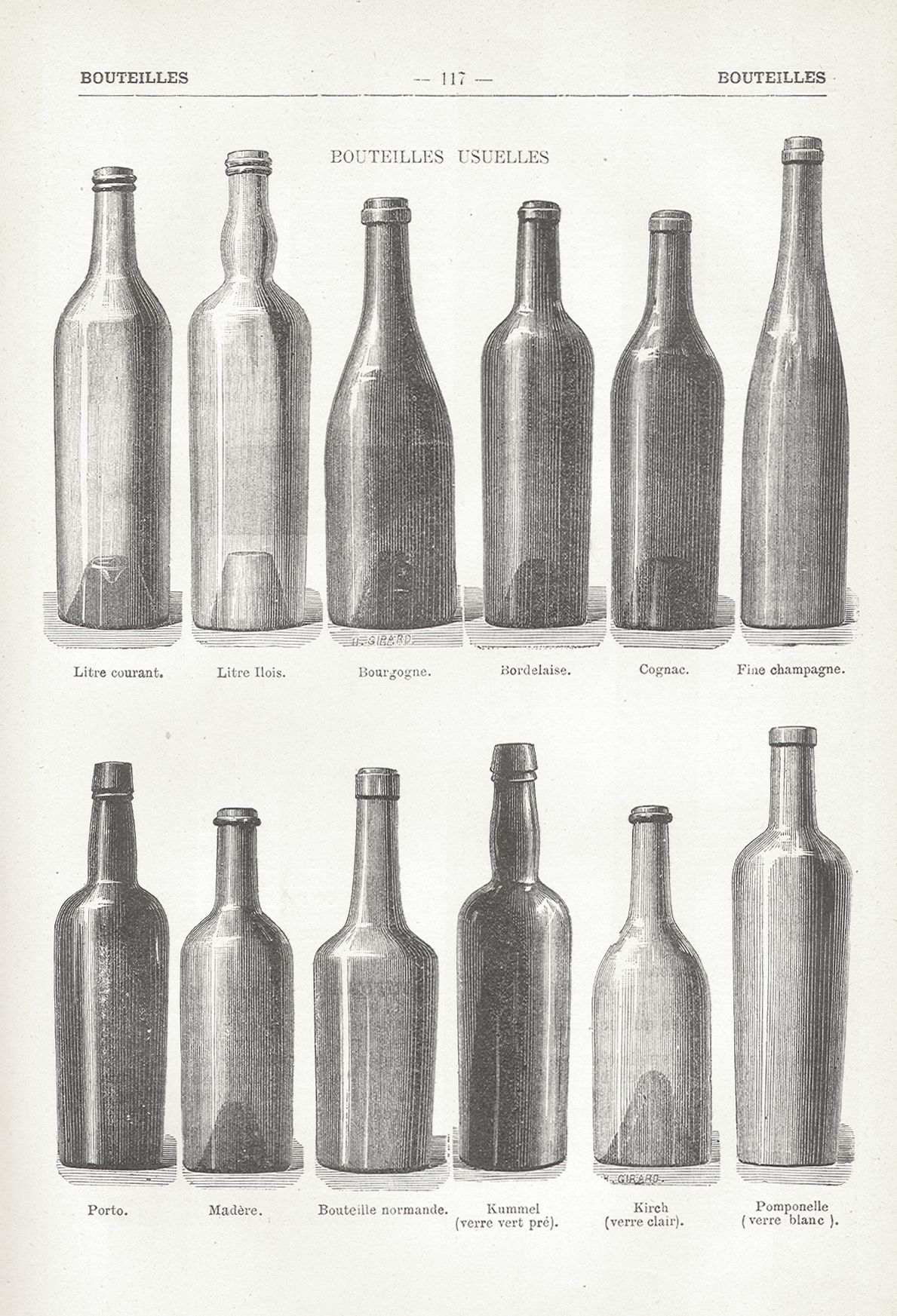
Formes de bouteilles

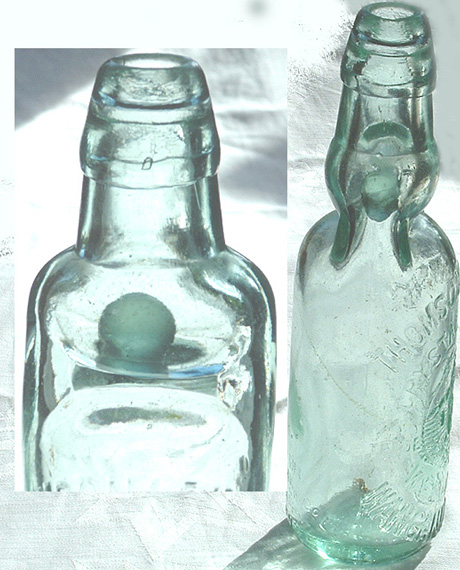
Bouteille à bille pour boissons gazeuses, inventée en 1872 par Hiram Codd

- Une petite bouteille est un flacon ou une fiole.
- Une bouteille isotherme est une bouteille isolante constituée d'une double enveloppe de verre.
- Une fiasque est une bouteille au col très allongé en usage en Italie, notamment pour le chianti.
- Une flasque est une bouteille présentant deux flancs verticaux plats ou peu bombés. Ce format est utilisé en France pour conditionner l'armagnac (on parle alors de « basquaise » ou de « pot gascon ») et certains vins cuits. Depuis le milieu du XXe siècle, l'armagnac est à vrai dire conditionné en bouteilles de différents formats[8], les plus courants étant la basquaise (aux flancs bombés et avec des faces plates, de 70 cℓ ou de 150 cℓ, parfois de 50 cℓ), le pot gascon (aux flancs droits, de 150 ou 250 cℓ), la cognacaise (aux flancs droits, de 50 ou 70 cℓ) et l’ariane (70 ou 150 cℓ)[9]. Les vins allemands sont souvent débités dans des flacons de cette forme.
- Un clavelin est une bouteille de 62 cℓ, destinée à recevoir le vin jaune.
- Un pot lyonnais est une bouteille de 46 cℓ au culot épais, destiné à servir du beaujolais.
- Une mignonnette est une bouteille miniature, contenant en général une dose individuelle de boisson alcoolisée. C'est parfois un objet de collection.
- Une dame-jeanne est une grosse bouteille de grès ou de verre, d'une contenance de 20 à 50 litres, servant au transport de vin ou d'huile. Les dames-jeannes sont généralement clissées (protégée à même la paroi par de l'osier tressé : le clissage).
- Une roteuse est un terme argotique qui désigne une bouteille de champagne ou de vin mousseux[10].

## Nomenclature des bouteilles de champagne classée par capacité
Sauf celle de 75 cℓ, les bouteilles portent des noms particuliers. Initialement issues de la fabrication du champagne, ces appellations sont désormais admises pour d'autres vins :
- le huitième : 9,4 cℓ (inusité)
- le quart : 18,75 ou 20 cℓ (utilisé par les compagnies aériennes, en restauration collective et parfois dans les boîtes de nuit)
- la demi-bouteille : 37,5 cℓ (souvent vendue en restaurant)
- le médium : 60 cℓ (inusité)
- la bouteille : 70 cℓ (utilisée pour les spiritueux)
- la bouteille : 75 cℓ (format standard)
- Magnum = 2 bouteilles = 1,5 litre
- Jéroboam = 4 bouteilles = 3 litres
- Réhoboam = 6 bouteilles = 4,5 litres
- Mathusalem = 8 bouteilles = 6 litres
- Salmanazar = 12 bouteilles = 9 litres
- Balthazar = 16 bouteilles = 12 litres
- Nabuchodonosor = 20 bouteilles = 15 litres
- Melchior = 24 bouteilles = 18 litres

Les capacités supérieures, jusqu'à 30 litres, portent aussi des noms, mais sont beaucoup moins courantes. La maison Drappier et la maison Bollinger sont à peu près les seules à produire du champagne dans des bouteilles d'aussi grande contenance. Les noms de ces bouteilles hors normes sont : 
- Souverain = 35 bouteilles = 26,25 litres
- Primat = 36 bouteilles = 27 litres
- Melchizédec = 40 bouteilles = 30 litres

Un moyen mnémotechnique permet de mémoriser les principales tailles de bouteilles dans l'ordre croissant de contenance : « Car de bon matin je remarquais mal sa banalité naturelle » (quart, demi, bouteille, magnum, jéroboam, réhoboam, mathusalem, salmanazar, balthazar, nabuchodonosor).

## Fermeture
La fermeture des bouteilles se fait de diverses manières : bouchon de liège, classique pour le vin, capsule en métal ou en matières plastiques (bière, soda…), bouchon ou capsule à vis métallique ou plastique (lait), bouchon en verre ou céramique (produits chimiques, parfums), etc.
Lorsque le liquide contenu dans la bouteille, vin ou autre boisson gazeuse, est sous pression, le bouchon doit être maintenu à la bouteille par un muselet en fil de fer, voire une capsule ou plaque de muselet. On utilisait aussi couramment, jusque dans les années 1930 (et aujourd'hui plus rarement), le système de la bille avec la bouteille Codd.
La capsule, souvent en porcelaine, des bouteilles de limonade, de cidre ou de bière, est maintenue par un mécanisme en métal qui assure l'étanchéité par pression du joint de caoutchouc à la fermeture et qui retient le bouchon lors de l'ouverture. Ces bouchons mécaniques doivent être adaptés aux diamètres des goulots.

## La bouteille et les sciences
- La bouteille de Leyde est l'ancêtre du condensateur.
- La bouteille de Klein est une surface fermée, sans bord et non orientable, c'est-à-dire une surface pour laquelle il n'est pas possible de définir un « intérieur » et un « extérieur ».
- La bouteille d'Ekman est un instrument pour collecter l'eau de mer à différentes profondeurs afin d'en permettre l'analyse.

## Expressions
- Avoir de la bouteille : avoir de l'expérience, se dit en général de personnes d'un certain âge ou ayant une grande expérience sur un sujet.
- Avoir un penchant pour la bouteille : apprécier avec excès l'alcool, être alcoolique.
- Jeter une bouteille à la mer : appeler à l'aide avec l'espoir d'être entendu.
- Avec des si, on mettrait Paris en bouteille : lorsqu'on ne considère que les suppositions, tout est possible.
- La dive bouteille : le vin.
- Porter les bouteilles : marcher lentement.
- N'avoir rien vu que par le trou d'une bouteille : ne pas connaître les choses.
- Être dans la bouteille : être dans le complot, dans l'intrigue.